# Хесс, Отто
Отто Хесс (нем. Otto Hess, 10 октября 1878, Берн — 25 февраля 1926, Тусон, Аризона) — американский бейсболист швейцарского происхождения, питчер. Победитель Мировой серии 1914 года в составе «Бостон Брэйвз».

## Биография
Отто родился в Берне. В 1888 году он вместе с родителями эмигрировал в США. С началом Испано-американской войны, в 1898 году Хесс был призван на военную службу, которую проходил на Филиппинах. В США он вернулся в 1902 году. Точных данных о начальном этапе его бейсбольной карьеры не сохранилось. В Главной лиге бейсбола Отто впервые сыграл в августе 1902 года в составе «Кливленд Бронкос». До конца чемпионата он провёл за команду семь игр.
Сезон 1903 года Хесс провёл в составе «Канзас-Сити Блу Стокингс», игравших в Западной лиге. Главным тренером команды был будущий член Зала славы бейсбола Чарльз Николс. Годом позже Отто вернулся в «Кливленд» и провёл за клуб двадцать одну игру в чемпионате 1904 года, пятнадцать из которых были полными. В том году он заработал себе репутацию непредсказуемого питчера, который мог выводить из игры одного бьющего за другим, а в следующем иннинге сыграть неудачно. Например, 14 июля в матче с «Нью-Йорк Хайлендерс» Хесс пропустил десять очков в одном иннинге. Главный тренер «Напс» Билл Армор также попробовал использовать Отто в нападении и двенадцать игр тот сыграл на позиции аутфилдера, но отбивал в них с показателем всего 12,0 %. 
В 1905 году обязанности главного тренера команды начал выполнять Нап Лажуйе. Под его руководством Хесс провёл лучший для сезон как отбивающий, отметившись двумя хоум-ранами. В роли стартового питчера он сыграл в двадцати пяти матчах, одержав десять побед с показателем ERA 3,16. Команда в первой части чемпионата боролась за победу в лиге, но затем, потеряв ряд ведущих игроков из-за травм, откатилась на пятое место. В следующем году «Напс» провели лучший сезон в своей истории, выиграв 89 матчей при 64 поражениях, но остались третьими. Снова помешали травмы ведущих питчеров, за которыми последовал неудачный игровой отрезок в августе. Отто, который был единственным леворуким питчером в составе, принял участие в сорока трёх играх. В августе ему пришлось провести семь матчей на позиции питчера и ещё шесть в аутфилде. 25 сентября против «Филадельфии Атлетикс» Хесс провёл одну из лучших игр в своей карьере, остановившись в шаге от ноу-хиттера. 3 октября он одержал свою двадцатую победу в сезоне.
1906 год стал пиком его карьеры. В следующем сезоне Отто травмировал ногу и смог принять участие только в семнадцати играх команды. Его возвращения ждали весной 1908 года, но из-за повреждения руки он вышел на поле всего в четырёх матчах, а затем был отправлен в «Коламбус Сенаторз» из Американской ассоциации. Затем контракт Хесса выкупила команда «Нью-Орлеан Пеликанс», за которую он играл с 1909 по 1911 год. На протяжении трёх лет он входил в число лучших питчеров Южной ассоциации, одержав 66 побед при 29 поражениях. В 1910 и 1911 годах «Пеликанс» выигрывали чемпионат, а Отто был лучшим в лиге по числу побед.
В конце года он перешёл в «Бостон Брэйвз», вернувшись в Главную лигу бейсбола. Большую часть сезона 1912 года Хесс, как и команда в целом, выступал неудачно. К концу августа в его активе было четыре победы при семнадцати поражениях. В сентябре Отто преобразился и выиграл восемь матчей подряд, но «Брэйвз» остались худшими в Национальной лиге. В 1913 году пост менеджера клуба занял Джордж Столлингз, который обновил состав практически полностью. Хесс оставался одним из стартовых питчеров команды, но уступал по эффективности более молодым Биллу Джеймсу, Дику Рудольфу и Лефти Тайлеру.
В чемпионском сезоне 1914 года Отто был в команде на вторых ролях. Рудольф, Джеймс и Тайлер втроём выиграли 69 матчей, тогда как все остальные питчеры команды одержали только 25 побед. Он принял участие в четырнадцати играх. Столлингз в конце сезона назвал его «нашим старым и надёжным Отто Хессом». Тем не менее, его карьера в Главной лиге бейсбола близилась к завершению. Весной 1915 года Отто сыграл за клуб в четырёх матчах и в июне был отчислен.
В 1916 и 1917 годах Хесс играл в младших лигах за «Вернон Тайгерс» и «Атланту Крэкерс». Затем США вступили в Первую мировую войну и он был снова призван на военную службу. Отто Хесс стал одним из пяти игроков Главной лиги бейсбола, принимавших участие в Испано-американской и Первой мировой войнах. Во Франции он заболел туберкулёзом, от которого позднее и скончался в госпитале для ветеранов в Тусоне.